# Illes Kírov
Les illes Kírov o illes Serguei Kírov (en rus: Острова Кирова, o Aрхипелаг Сергея Кирова) és un petit arxipèlag que es troba al mar de Kara, a la costa nord de Rússia. És un arxipèlag de petites illes cobertes de tundra situat a uns 140 km de la costa de Sibèria i 100 km al nord-oest de l'arxipèlag Nordenskiöld. Administrativament pertany al krai de Krasnoiarsk. Formen part de la Reserva natural Gran àrtic, la reserva natural més gran de Rússia.
Les illes Kírov van rebre el nom de Serguei Kírov, un polític soviètic i revolucionari bolxevic, membre del politburó de Joseph Stalin. Es tracta d'illes planes, formades per franges sorrenques i llacunes costaneres. L'illa Kírov, a l'extrem nord-est, és la més septentrional de l'arxipèlag. El mar que envolta les Illes Kírov està cobert de gel marí amb algunes polínies durant l'hivern. Aquest gel es conserva, fraccionat, durant l'estiu.
L'illa més gran del grup és Issatxenko (Остров Исаченко), que porta el nom de Borís Issatxenko, microbiòleg rus i botànic de l'Acadèmia de Ciències de la Unió Soviètica. Té una superfície de 180,6 km² i el punt més alt de l'arxipèlag.